# قهرمان من (فیلم ۱۹۱۲)
قهرمان من (انگلیسی: My Hero) یک فیلم صامت وسترن آمریکایی به کارگردانی دی. دبلیو. گریفیث است که در سال ۱۹۱۲ منتشر شد. از بازیگران آن می‌توان به دوروتی گیش و هری کری اشاره کرد.